# Lighter
«Lighter» (укр. Запальничка) — пісня норвезького співака Кайла Алессандро, з якою він представляв Норвегію на Пісенному конкурсі Євробачення 2025 в Базелі, Швейцарія.

## Про пісню
Кайл Алессандро написав і спродюсував «Lighter» здебільшого самостійно за співпраці з митцем, автором пісень і продюсером Адамом Вудсом. На створення пісні співака надихнула власна мати, яка нещодавно пройшла курс лікування від раку і зараз здорова. У рядках пісні «I'll be my own lighter» (укр. Я сам буду собі запальничкою) Кайл висловлює мантру для пошуку надії та світла навіть у важкі життєві часи:
«Вона [мати] боролася дуже сильно й казала мені ніколи не втрачати своє світло — саме це стало натхненням для теми пісні».
Музично «Lighter» поєднує норвезький фолк із іспанською румбою, відображаючи походження Кайла — його мати норвежка, а батько іспанець.

## Пісенний конкурс Євробачення 2025

### Melodi Grand Prix 2025
16 січня 2025 року норвезький мовник NRK оприлюднив список з 9 учасників національного відбору на Євробачення — Melodi Grand Prix 2025, серед яких був і Кайл Алессандро. 24 січня була оприлюднена його конкурсна пісня — «Lighter».
На відміну від попередніх п'яти видань Melodi Grand Prix, відбірковий конкурс 2025 року складався лише з фіналу. 15 лютого Кайл Алессандро виконав «Lighter» на відборі і став переможцем. Як журі, так і глядачі, віддали пісні найбільше балів. Так, «Lighter» здобула право представляти Норвегію на Пісенному конкурсі Євробачення 2025.

### На Євробаченні
28 січня 2025 року відбулося жеребкування, яке визначило, у якому з півфіналів Євробачення змагатиметься кожна країна. За результатами жеребкування Норвегія потрапила до першого півфіналу, який відбувся 13 травня 2025 року на арені Санкт-Якобсгалле в Базелі, Швейцарія.

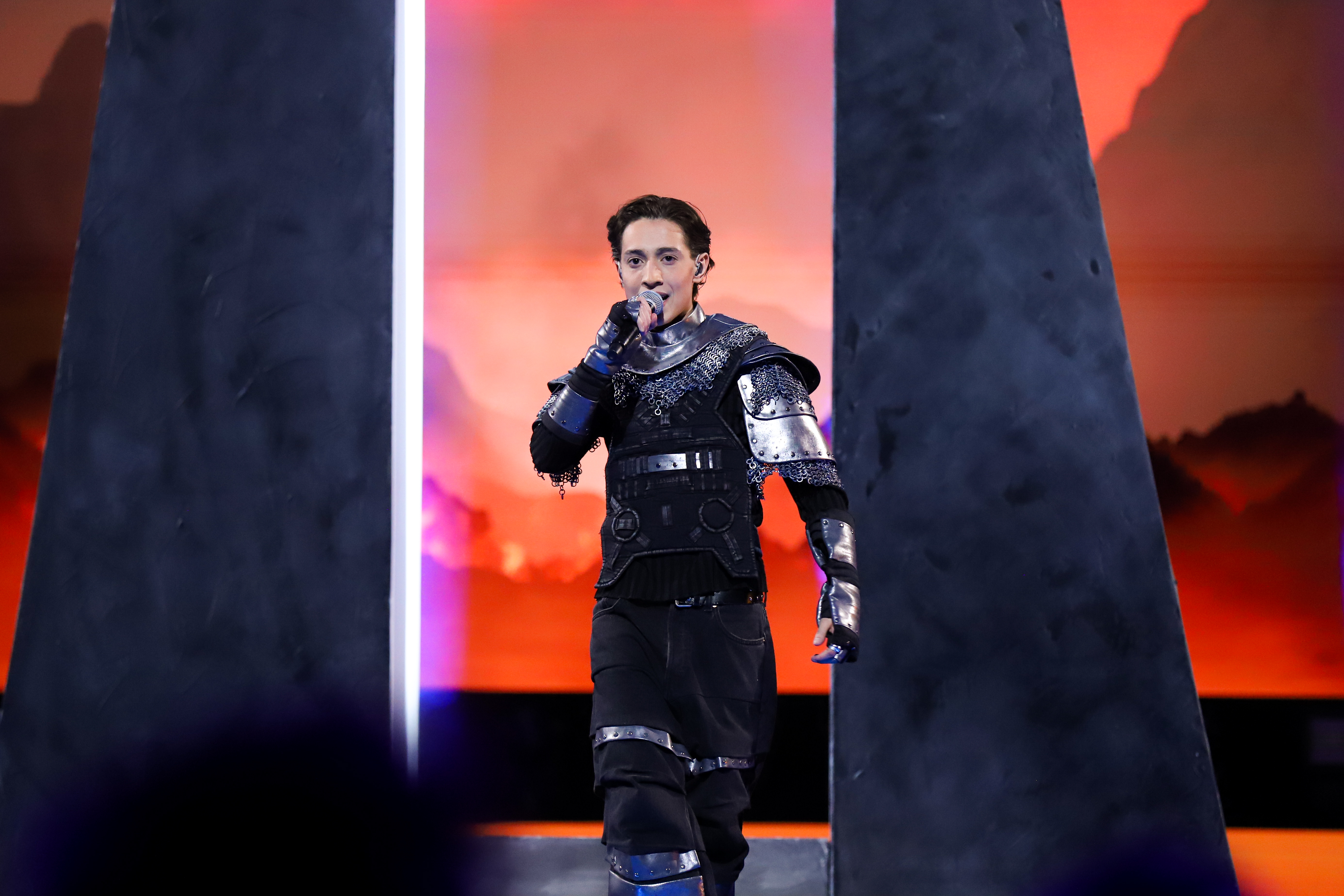
Фрагмент постановки Кайла Алессандро на Melodi Grand Prix, елементи якої також використані на Євробаченні

У півфіналі Кайл Алессандро виконав пісню «Lighter» під восьмим порядковим номером. На сцені під час його виступу розташовані два великі камені, що стоять по обидва боки від співака й символізують рунічні камені вікінгів. Між цими каменями палає вогонь, який символізує внутрішнє світло — незгасний дух і життєву силу. Сценічна хореографія натхненна виступом Ріанни на Супербоулі, але адаптована до норвезької тематики. Це виражається через поєднання сучасних танцювальних рухів із норвезьким народним танцем. Так, співаку вдалося кваліфікуватися до фіналу конкурсу, що пройде 17 травня.